# Nibbleridia
A Nibbleridia egy ragadozó eukarióta klád. A Provora két kládjának egyike, a Nebulidia testvércsoportja. 2 nemzetségben 6 faja van, ebből az Ubysseya 1 (Ubysseya fretuma), a Nibbleromonas 5 fajt tartalmaz.

## Történet
A Nibbleridiát 2022-ben írták le Tyihonyenkov et al. 2 nemzetséggel (Ubysseya, Nibbleromonas) és 5 fajjal, törzs szintjén. 2024-ben Beljaev et al. felfedezték 6. faját, a Nibbleromonas piranhát, és a Nibbleridia ultraszerkezetét is leírták. Korábban a legtöbb Nibbleromonas-faj törzseit a Colponemida közé sorolták.:2., 3. kiegészítő ábra
A Nibbleromonas arcticust először 2,51% sótartalmú tengervízben mutatták ki, Geraszimova et al. 2024 júniusában brakkvízben is kimutatták.

### Etimológia
A Nibbleridia az angol nibbler (harapó) szóból és az -idia szuffixumból származik.

## Genetika

### Fehérjék
Inozit-triszfoszfát-receptora (ITPR) a Hematodiniuméval rokon, de egyes fajok ITPR-ei rokonságot mutatnak a Colponema és a Platysulcus tardus, illetve a Diphylleia rotans ITPR-eivel.:4. kiegészítő ábra Ezenkívül mind a Nibbleromonas-fajok, mind az Ubysseya több MAC–perforin fehérjével rendelkeznek, lehetővé téve tápláléka sejtjei lízisét.:5. kiegészítő ábra

### Mitokondriális
Mitokondriális DNS-e jelentősen változó hosszú, ezt elsősorban az I. csoportbeli intronok eltérő hossza és mennyisége okozza, azonban általában a Diphylleia rotanséhoz hasonlóan 51 fehérjekódoló génből áll, és a ritka cox11 gént is tartalmazza. A Nibbleromonas kosolapovi egy mitokondriális COX1-szakaszt horizontális géntranszferrel szerezhetett egy gombától. Egyes I. csoportbeli intronok LAGLIDADG-homológ endonukleázokat kódolnak.:9. kiegészítő ábra
3 fajának – a Nibbleromonas quarantinusnak, az Ubysseya fretumának és a Nibbleromonas curacausnak – ismert teljes mitokondriális genomja. A N. quarantinusé 76 129, az U. fretumáé 68 533, a N. curacausé 65 762 bp. A N. kosolapoviéról csak az ismert, hogy 88 532 bp-nál hosszabb.:7. kiegészítő ábra

## Filogenetika
2 nemzetsége van, az Ubysseya 1, a Nibbleromonas 5 fajt tartalmaz. Ezek elágazási sorrendje és a Nibbleridia helyzete a Provorában a következő:
| Nebulomonas | N. marisrubri |
|             | N. marisrubri |
| Ancoracysta | A. twista     |
|             | A. twista     |

|  | N. arcticus |
|  |             |
|  | N. piranha  |
|  |             |

|  | N. kosolapovi                                                  |
|  |                                                                |
|  | \| \| N. curacaus \| \| \| \| \| \| N. quarantinus \| \| \| \| |
|  |                                                                |
|  | N. curacaus                                                    |
|  |                                                                |
|  | N. quarantinus                                                 |
|  |                                                                |

|  | N. curacaus    |
|  |                |
|  | N. quarantinus |
|  |                |

|  | N. arcticus |
|  |             |
|  | N. piranha  |
|  |             |

|  | N. kosolapovi                                                  |
|  |                                                                |
|  | \| \| N. curacaus \| \| \| \| \| \| N. quarantinus \| \| \| \| |
|  |                                                                |
|  | N. curacaus                                                    |
|  |                                                                |
|  | N. quarantinus                                                 |
|  |                                                                |

|  | N. curacaus    |
|  |                |
|  | N. quarantinus |
|  |                |

|  | N. arcticus |
|  |             |
|  | N. piranha  |
|  |             |

|  | N. kosolapovi                                                  |
|  |                                                                |
|  | \| \| N. curacaus \| \| \| \| \| \| N. quarantinus \| \| \| \| |
|  |                                                                |
|  | N. curacaus                                                    |
|  |                                                                |
|  | N. quarantinus                                                 |
|  |                                                                |

|  | N. curacaus    |
|  |                |
|  | N. quarantinus |
|  |                |

|  | N. arcticus |
|  |             |
|  | N. piranha  |
|  |             |

|  | N. kosolapovi                                                  |
|  |                                                                |
|  | \| \| N. curacaus \| \| \| \| \| \| N. quarantinus \| \| \| \| |
|  |                                                                |
|  | N. curacaus                                                    |
|  |                                                                |
|  | N. quarantinus                                                 |
|  |                                                                |

|  | N. curacaus    |
|  |                |
|  | N. quarantinus |
|  |                |

| Nebulomonas | N. marisrubri |
|             | N. marisrubri |
| Ancoracysta | A. twista     |
|             | A. twista     |

|  | N. arcticus |
|  |             |
|  | N. piranha  |
|  |             |

|  | N. kosolapovi                                                  |
|  |                                                                |
|  | \| \| N. curacaus \| \| \| \| \| \| N. quarantinus \| \| \| \| |
|  |                                                                |
|  | N. curacaus                                                    |
|  |                                                                |
|  | N. quarantinus                                                 |
|  |                                                                |

|  | N. curacaus    |
|  |                |
|  | N. quarantinus |
|  |                |

|  | N. arcticus |
|  |             |
|  | N. piranha  |
|  |             |

|  | N. kosolapovi                                                  |
|  |                                                                |
|  | \| \| N. curacaus \| \| \| \| \| \| N. quarantinus \| \| \| \| |
|  |                                                                |
|  | N. curacaus                                                    |
|  |                                                                |
|  | N. quarantinus                                                 |
|  |                                                                |

|  | N. curacaus    |
|  |                |
|  | N. quarantinus |
|  |                |

|  | N. arcticus |
|  |             |
|  | N. piranha  |
|  |             |

|  | N. kosolapovi                                                  |
|  |                                                                |
|  | \| \| N. curacaus \| \| \| \| \| \| N. quarantinus \| \| \| \| |
|  |                                                                |
|  | N. curacaus                                                    |
|  |                                                                |
|  | N. quarantinus                                                 |
|  |                                                                |

|  | N. curacaus    |
|  |                |
|  | N. quarantinus |
|  |                |

|  | N. arcticus |
|  |             |
|  | N. piranha  |
|  |             |

|  | N. kosolapovi                                                  |
|  |                                                                |
|  | \| \| N. curacaus \| \| \| \| \| \| N. quarantinus \| \| \| \| |
|  |                                                                |
|  | N. curacaus                                                    |
|  |                                                                |
|  | N. quarantinus                                                 |
|  |                                                                |

|  | N. curacaus    |
|  |                |
|  | N. quarantinus |
|  |                |

A 2022-es eredeti tanulmányban a PhyloBayes-konszenzusfa 320 génen alapuló SR4-adathalmaza szerint a Sar testvércsoportja, a többi vizsgált fa szerint azonban a Nebulidia testvércsoportja, ezzel együtt alkotva a Provorát.:1. kiegészítő ábra

## Morfológia
A Nibbleridia fajai mintegy 3 μm-esek, kisebbek, mint a Nebulidia. Az egyes egysejtűeknél nagyobb zsákmány elfogyasztásához sejtszájában a sejtszáj alatti kiemelkedésben 5–6 extruszóma által a szájban rögzített dentikulumokat használ. Cristái cső- vagy zsákszerűek, nukleólusza központi. Ostorain nincs masztigonéma.
2 kinetoszómája van, az elülsőé megegyezés szerint a k2, a hátulsóé a k1. A k1 2 mikrotubulus-gyökér kezdete, ezek közül az r1 a k1 a hídhoz 2 mikrotubulussal való csatlakozási pontján indul, a kinetoszómák közt az ostormélyedések falában folytatódik 4 mikrotubulussal, és a sejtszáj bal oldalát erősíti. Az r2 az evéshez használt fő gyökér, a hátulsó felszínből ered, és a sejtszáj jobb oldalán halad a sejt ventrális felszíne mentén. Eleje 3 mikrotubulusból áll, a tüskét 3 ampullából – proximális, középső, disztális – álló tűszerű ampuloszómákkal veszi körbe. Az alapján lévő lemezt a híddal vékony fonalak hálója köti össze, melyek az r2 ágán a disztális végig nyúlnak. A fonalak a plazmalemmához a sejt hátulsó ventrális végén kapcsolódnak. A hosszú sejtszájfonál a hídból ered, és k2 disztális végéből r2 teljes hosszán át nyúlik. A k1 bal oldalából kiinduló egyetlen gyökér néhány másodlagos mikrotubulussal rendelkezik a sejtszáj alatt. Az r1 és e gyökér bal oldali erősítésében a közeli fal különböző oldalain lévő gyökerek mindegyike részt vesz. Éhesen tüskéje van, és gyorsan forog, jóllakottan körte alakú, és nagy.
A N. piranha hátulsó ostora sejttesténél kétszer, elülső ostora háromszor hosszabb.
Az Ubysseya a Nebulidiához hasonlóan rendelkezik kis dorzális mélyedésekkel a hátulsó ostornál, de elülső ostorán nincs mélyedés. Ezt okozhatja az elülső ostorhoz tartozó, illetve a hátulsó ostorhoz tartozó ventrális mélyedés redukciója, ez esetben a Nibbleromonas az egyetlen ismert nemzetség, mely fenntartotta ez ősi jellemzőket ostorszerkezetében. Sejtgaratja van, transzverzális lemeze íves, átmeneti zónájában ehhez képest disztális az átmeneti henger.
A Nibbleromonas átmeneti zónája átmeneti hengere a transzverzális lemezhez képest disztális helyzetű. Sejtmembránja alveolusai közt vannak membránmélyedések.

## Életmód
A Nibbleridia eukariovor citotróf egysejtűekből áll. Általában magánál nagyobb sejteket eszik, így őket nem tudja egyben bekebelezni, ehelyett általában „harapja” (trogocitózis) zsákmányát fonalas fogszerű szerkezeteivel (dentikulum).
Versenghet a táplálékért, és képes lehet fajtársait is bekebelezni, de maguknál sokkal nagyobb zsákmány esetén az éhes sejtek együttműködhetnek is. Egyik ostorával rögzülhet a szubsztráthoz. Alkalmanként egy Procryptobia sorokini-példány bekebelezését akár 10 éhes N. piranha is megkísérelheti.
A N. kosolapovi, a N. arcticus és a N. quarantinus először a zsákmányból egy nagyobb darabot kiharap, az el nem fogyasztott részt kis vezikulumba különítve el, melyet később feltehetően baktérium fogyaszt el. A N. piranha ezt ritkán használja: először a P. sorokinit bekebelezi.

## Életciklus
Életciklusában nem ismert cisztaállapot. Osztódása többszakaszos: először ostorai rövidülnek, majd duplikálódnak, majd egy ostorpár a sejt hátulsó vége felé megy, és bekövetkezik a citokinézis. Ennek végén a két utódsejt egymással ellentétes irányba mutat. Az egyik nagy emésztő űröcskét, a másik tüskét szerez.